# 道の駅しょうわ
道の駅しょうわ（みちのえき しょうわ）は、秋田県潟上市昭和にある国道7号の道の駅である。愛称はブルーメッセあきた。

## 施設
- 駐車場
  - 普通車：200台
  - 大型車：5台
  - 身障者用：3台
- トイレ
  - 男：大 6器（2器）、小 12器（4器）
  - 女：13器（5器）
  - 身障者用：3器（1器）

※（）内は、24時間利用可能
- 公衆電話：1台
- 公衆FAX：1台
- 特産販売施設
- 鑑賞温室
- レストラン「花の大地」（11:00 - 20:00）
- グラウンドゴルフ場

## 休館日
- 12月31日・1月1日
- レストラン：臨時休業あり

## アクセス
- 国道7号から秋田県道229号古井内大久保停車場線経由
- 路線バス（秋田中央トランスポート）
  - 豊川線 : 児玉病院 - 大久保駅 - ブルーメッセあきた - 古井内上丁

## 周辺
- JR東日本 奥羽本線大久保駅
- 潟上市役所昭和庁舎
- 元木山公園
  - 元木山公園陸上競技場
  - 昭和歴史民俗資料館
  - 八郎潟漁撈用具収蔵庫
- 大久保郵便局
- 潟上市立羽城中学校
- 潟上市昭和武道館
- 豊川油田
- 昭和男鹿半島IC - 秋田自動車道